# ALSN

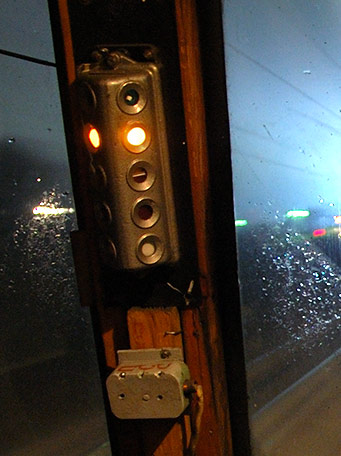
Ursprüngliche ALS Führerstandsignalisierung einer VL60PK Elektrolokomotive

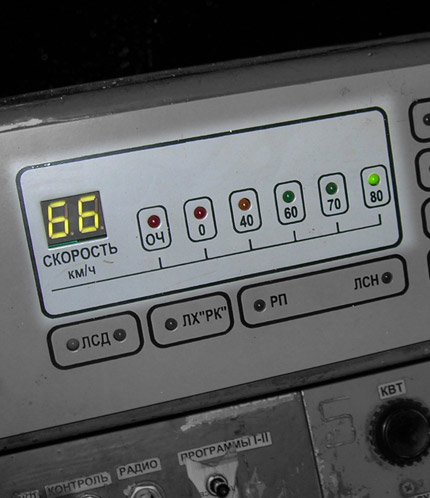
Modernere Führerstandsignalisierung einer U-Bahn mit ALS-ARS, vor 2010

ALSN, Abkürzung für russisch Автоматическая Локомотивная Сигнализация Непрерывного действия, АЛСН; Transkription Awtomatitscheskaja Lokomotiwnaja Signalisazija Neprerywnowo deistwija, übersetzt „Kontinuierliche Automatische Triebfahrzeugsignalisierung“, ist ein Zugbeeinflussungssystem, das auf Hauptstrecken in den Ländern der ehemaligen UdSSR, z. B. in Litauen, Estland, der Russischen Föderation und Belarus, installiert ist. Auf Hochgeschwindigkeitsstrecken ist die erweiterte Variante ALS-EN installiert, die mit doppelten Trägerfrequenzen arbeitet. Die moderneren Zugbeeinflussungssysteme mit KLUB-U-Führerstandsignalisierung sind weiterhin mit Sensoren für die ALSN/ALS-EN-Streckenausrüstung ausgestattet.

## Einordnung
Die Bezeichnung ALSN ist zusammengesetzt aus ALS wörtlich „Automatische Lokomotiven-Signalisierung“ (russisch автоматическая локомотивная сигнализация, АЛС) und der Variantenangabe N für „Kontinuierliche Wirkung“ (russisch Непрерывного действия, Н). Andere Varianten nach dem gleichen Schema sind ALST (АЛСТ) für „Punktförmige Automatische Triebfahrzeugsignalisierung“ (автоматическая локомотивная сигнализация точечного действия) und ALSR (АЛСР) für „Funkgestützte Automatische Triebfahrzeugsignalisierung“ (автоматическая локомотивная сигнализация с использованием радиоканала). Der Begriff ALS-ARS (АЛС-АРС) bezieht sich auf „Automatische Triebfahrzeugsignalisierung mit Automatischer Geschwindigkeitsregulierung“ (автоматическая локомотивная сигнализация с автоматическим регулированием скорости) für Systeme im automatisierten Fahrbetrieb.

## Funktionsweise
ALSN umfasst die Führerraumsignalisierung und die automatische Zugbremseinrichtung. Das System stützt sich auf codierte Gleisstromkreise ab. Diese sind konventionell mit Relaistechnik aufgebaut.
Die Datenübertragung zum Zug erfolgt mit 50, 25 oder 75 Hz Trägerfrequenz und numerischer Codierung. Auf das Fahrzeug werden vier Signalisierungsbegriffe – 3 Codes und Fehlen des Codes – übertragen.
Dem Triebfahrzeugführer werden angezeigt:
- Akustische Ankündigung im Falle einer Codeänderung zu einem restriktiveren Code
- Aspekt des fahrzeugseitigen Signals, entsprechend dem empfangenen Code

Überwacht werden:
- Bestätigung des Fehlens eines Codes alle 40–90 Sekunden
- Bestätigung eines restriktiveren Codes durch den Triebfahrzeugführer innerhalb 15 Sekunden
- Kontinuierliche Geschwindigkeitsüberwachung nach Überfahren eines Halt zeigenden Streckensignals

Eine Zwangsbremsung wird in folgenden Fällen ausgelöst:
- Akustische Warnung wurde vom Triebfahrzeugführer nicht bestätigt
- Überfahren eines Halt zeigenden Streckensignals
- Überschreitung der vom maßgeblichen Signal vorgegebenen Geschwindigkeit

Bezüglich ETCS wird ALSN als Class-B-System geführt.